# Liste der Brunnen der Stadt Bremerhaven
In dieser Liste der Brunnen der Stadt Bremerhaven sind die Brunnen und Wasserspeier in Bremerhaven, sortiert nach Stadtteilen, aufgeführt.
| Bild                                                 | Name                                         | Lage                                                      | Schöpfer Einweihung                              | Bemerkungen |
| ---------------------------------------------------- | -------------------------------------------- | --------------------------------------------------------- | ------------------------------------------------ | --- |
|                                                      | Windsegel                                    | Geestemünde, Bürgerpark                                   | 1983 Barna von Sartory Peter de Longueville      | Brunnenanlage aus zwei Granitprismen, die bis 2000 auf dem Vorplatz des Stadttheaters stand |
|                                                      | Holzhafen, Springbrunnen                     | Geestemünde, Holzhafen                                    |                                                  | Springbrunnen mit mehreren Wasserstrahlen |
|                                                      | Brunnen vor dem Wasserturm                   | Geestemünde, Konrad-Adenauer-Platz                        |                                                  | Ensemble aus vor allem in der Höhe unterschiedlicher Granitquader zwischen denen Wasser ausgelassen wird |
| Brunnen am Leher Tor (2019)                          | Brunnen am Leher Tor                         | Lehe, Am Leher Tor                                        | Entwurf W. F. Becker, März 1941                  | hergestellt von einer Steinbildhauerei in Dortmund |
| Brunnenanlage Großer Wagen                           | Brunnenanlage Großer Wagen                   | Lehe, Hafenstraße am Eingang zum Stadtpark                |                                                  | Sieben unterschiedlich hohe Stelen aus hellgrauem Granit bilden das Sternbild Großer Wagen nach. Auf der Spitze sind schwarze Granithalbkugeln installiert, die von Wasser überspült werden. Die Brunnenanlage korrespondiert mit der Skulpturengruppe Kleiner Wagen, nur wenige Meter entfernt. |
|                                                      | Bootsteich Speckenbüttel, Fontaine           | Lehe, Speckenbüttel, Speckenbütteler Park                 |                                                  | |
|                                                      | Heidjerstein 1962                            | Leherheide, Julius-Leber-Platz                            |                                                  | je drei Wasserauslässe vor und hinter dem Stein |
|                                                      | 3 Knaben                                     | Leherheide, Thieles Garten                                | Gustav Thiele nach 1925                          | Betonskulpturen |
|                                                      | Geburt der Venus                             | Leherheide, Thieles Garten                                | Gustav Thiele nach 1925                          | Betonskulpturen |
|                                                      | Bugwelle von Bremerhaven                     | Mitte, Beginn Bürgermeister-Smidt-Straße                  | 2002 Norbert Marten und Christel Mandos-Feldmann | Bronzeskulptur, Schiffsbug mit weiblicher Galionsfigur und zwei seitlich abgesetzten Bugwellenstücken |
|                                                      | CDU-Brunnen                                  | Mitte, Südseite Große Kirche                              | September 1979                                   | gestiftet von der CDU-Fraktion der Stadtverordnetenversammlung |
| Klabautermann-Brunnen                                | Klabautermann-Brunnen                        | Mitte, Nähe Alter Hafen beim Wasserschout                 | J. H. Pagels 1911                                | Betonskulptur auf einem Dalben, 1912 zunächst im Hof der Pestalozzi-Schule aufgestellt |
|                                                      | Ludwig-Krüder-Brunnen                        | Mitte, am Stadttheater                                    | 10. Juli 1914                                    | Erinnerung an Ludwig Krüder, Stadtrat in Bremerhaven. |
| Robbengruppe in der Preßburger Straße (2018)         | Robbengruppe                                 | Mitte, Preßburger Straße, Ecke Bürgermeister-Smidt-Straße | Bernd Maro Wunstorf 1983                         | Bronzeensemble |
| Wasserspiel in der Bürgermeister-Smidt-Straße (2008) | Wasserspiel                                  | Mitte, Bürgermeister-Smidt-Straße, Kreuzung Keilstraße    |                                                  | in den Boden eingelassenes Wasserspiel mit 20 Düsen und veränderlichen Wassersäulen |
|                                                      | Werftbrunnen, Werftarbeiter-Denkmal          | Mitte, Bürgermeister-Smidt-Straße bei der Großen Kirche   | Waldemar Otto um 2000                            | Bronzeensemble mit Werftarbeitern, in zwei langen Bronzebändern sind die Namen Bremerhavener Werften eingraviert |
| Brunnen am Klinikum Reinkenheide                     | Brunnen am Klinikum Bremerhaven Reinkenheide | Schiffdorferdamm, Fußgängerweg zum Klinik-Eingang         |                                                  | aus verschiedenartigen Natursteinen gestaltete Brunnenanlage |